# 克里斯蒂安·切赫
克里斯蒂安·切赫（1999年2月17日—）生于普图伊，是一名斯洛文尼亚男子田径运动员，主攻铁饼。他在童年时曾尝试过篮球、手球、拳击、游泳等各项运动，后来他决定专攻田径运动，并认为这是正确的决定。2020年，他在多姆扎莱进行的一次比赛中以66.29公尺的成绩刷新尘封超过20年的男子铁饼国家纪录。切赫闲暇时间里都会在家人的农地里帮忙，大学时也就读马里博尔大学农业专业，他计划在退役后从事农业相关职业。